# Orla (heráldica)

Orla heráldica simple

Orla es la pieza honorable que rodea el interior del escudo por todos sus lados, sin llegar a tocarlos. Su anchura equivale a la distancia que la separa de los bordes. Un escudo puede contar con varias orlas, pero estas deben encontrarse separadas entre sí a una distancia igual a su grosor y ser concéntricas entre sí. Además su número se encuentra limitado.

## Tipos
- Flordeliseada cuando se encuentra ribeteada de flores de lis. Cuando una orla posee una anchura menor, es doble y flordeliseada recibe el nombre de trechor.